# Polykarp Leyser II.

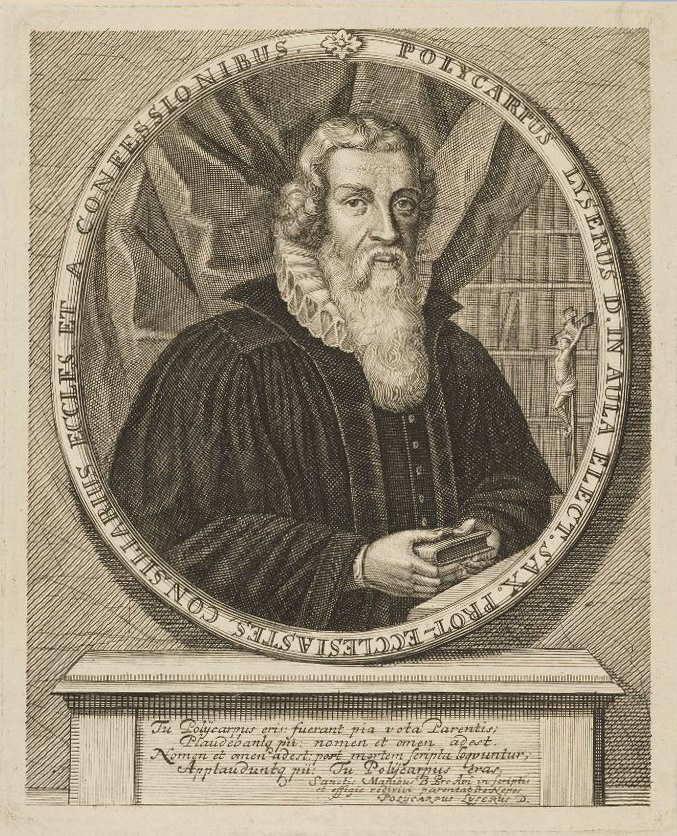
Polykarp Leyser II., unbekannter Kupferstecher, Herzog Anton Ulrich-Museum

Polykarp Leyser II. (* 20. November 1586 in Wittenberg; † 15. Januar 1633 in Leipzig) war ein deutscher lutherischer Theologe und Superintendent in Leipzig.

## Leben
Geboren als Sohn Polykarp Leyser des Älteren und dessen Frau Elisabeth, der Tochter des Malers Lucas Cranach der Jüngere, genoss Polykarp bei seinem Vater in Braunschweig und Dresden den vorbereitenden Unterricht, um 1597 die kurfürstliche Schule St. Afra in Meißen zu besuchen. 1598 immatrikulierte er sich an der Universität Wittenberg, wo er bei Ägidius Hunnius der Ältere, Georg Mylius, Salomon Gesner, David Runge und Leonhard Hutter Vorlesungen hörte. Besonders bei Heinrich Velstein dem Jüngeren fand er Unterstützung und Aufnahme in dessen Haus.
1605 erwarb er sich den akademischen Grad eines Magisters und bewarb sich um Aufnahme als Adjunkt an der Universität Leipzig. Er kehrte nach Wittenberg zurück, studierte Theologie und ging 1608 auf Wunsch seines Vaters an die Universität Tübingen. Dort hielt er sich zwei Jahre auf, promovierte dann 1611 in Wittenberg zum Doktor der Theologie, nachdem er bereits 1610 eine außerordentliche Professur der Theologie an der Universität erhalten hatte.
1613 wurde ihm von der Universität Königsberg und von der Universität Leipzig eine ordentliche Professur an der theologischen Fakultät angeboten. Er entschied sich, nach Leipzig zu gehen, und übernahm dort die vierte Professur an der theologischen Fakultät. Ein Jahr später rückte er in die dritte Professur auf, was mit einem Kanonikat in Zeitz und mit der Verwaltung der kurfürstlichen Stipendiaten verbunden war.
1617 stieg er eine weitere Professur auf und übernahm damit die Pastorenstelle an der Thomaskirche in Leipzig. Nachdem er 1628 Superintendent von Leipzig geworden war, übertrug man ihm damit auch die Stelle als Domherr in Wurzen. Hier wurde er 1629 zum Propst sowie als Senior der theologischen Fakultät Leipzig befördert und bekleidete zur selben Zeit das gleiche Amt in Zeitz.
Leyser beteiligte sich auch an den organisatorischen Aufgaben der Leipziger Hochschule. So war er in den Jahren 1617, 1621, 1624, 1627, 1629 sowie 1632 Dekan der theologischen Fakultät und 1617, 1625 sowie 1629 (Prorektor) Rektor der Alma Mater.

## Werke
- Paraphrasis in Hist. pass. In certos Actus distinicta
- Hist. Resurrectionis et Adscensionis Domini, er Missionis Spir. S. Homiliis aliquot explicata, Leipzig 1610
- Strena gemina Caluinianis exhibita
- Schola Babylonica, ex C. 1. Daniel. Quam subsequntur Colossus Babylon. Fornax Babylon.
- Cerdus Babylon, spulum Babylon et Aula Persica, Frankfurt 1609
- Commentatorium in Genesin Tom. 4., Leipzig 1609
- Adamus h. e. Theologica Exposito primae patris Genes. Quae continer Hist. Adami, Leipzig 1604
- Noachus, h. e. Expos. Secundae patris, Leipzig 1605
- Abrahamus, Leipzig 1606
- Isaacus, Leipzig 1608
- Josephus, Leipzig 1609
- Harmoniae Euangelicae a Martino Chemitio inchoatae Continuatio, Frankfurt 1593
- Duplex Praesatio in Hist. Lesuit. Eliae Hasenmulleri, ejusdemque Operis aduersus Jac. Gretserum Iesuitam iterata Defensio, Frankfurt 1593, Leipzig 1607
- Eine Auslegung des Catechismi Lutheri in 8 Predigten, Leipzig 1696, Dresden 1602
- Rettung seiner Ehre und Unschuld wieder D. Crelli Freunde, Leipzig 1604
- Christliche Erinnerung vom Exorcismo, Jena 1592
- Zwey Predigten von der Gnaden-Wahl, Wittenberg 1598
- Abgenötigter bericht von der Huberischen Streitigkeit, Leipzig 1604
- Zeugnis von der Lehre und dem Leben Sam. Huberi, Gleseliarischer Zwey Kampf zu Leipzig herausgegeben in Drey Predigten am Lutherischen Jubelfeste 1617
- Todten-Spiegel aus dem 20. Psalm, Leipzig 1606
- Regenten-Spiegel aus dem 101 Psalm, Leipzig 1605

## Familie

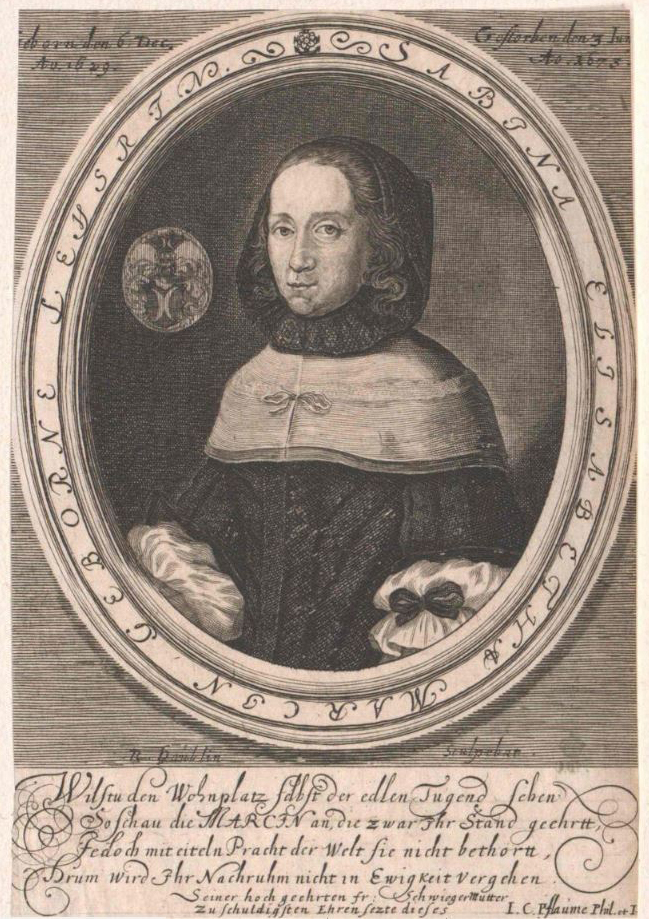
Sabina Elisabetha Marci, geb. Leyser

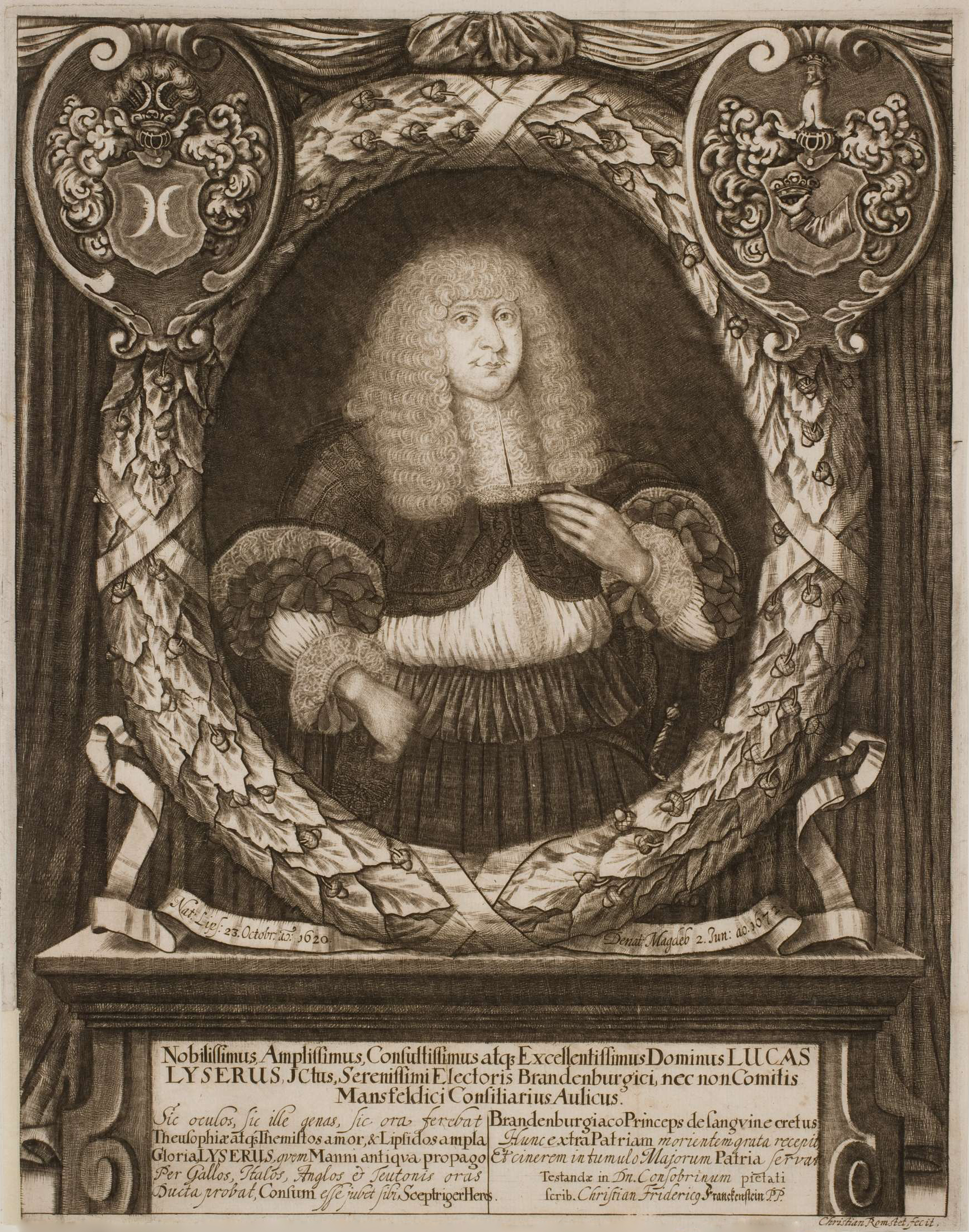
Lucas Leyser, Kupferstich von Christian Romstet, Herzog August Bibliothek

Aus seiner am 16. September 1615 geschlossenen Ehe mit Sabina (* 11. Juli 1598 in Leipzig; † 31. Oktober 1634 in Leipzig), einer Tochter des Nikolaus Volckmar (1573–1602), Bürgermeister und Buchhändler in Leipzig und dessen Frau Maria Rothaupt, hatte er acht Söhne und eine Tochter.
1. Polycarp (* 1616 in Leipzig; † 1. November 1641 in Leipzig) Magister und Kandidat der Theologie
2. Nikolaus (* 13. November 1618 in Leipzig; † 28. August 1632 in Leipzig), Student der philosophischen Fakultät
3. Lucas Leyser (* 23. Oktober 1620 in Leipzig; † 2. Juni 1672 in Magdeburg) studierte in Jena, war Doktor und Hofrat des Kurfürsten von Brandenburg, schrieb: Mulierum curatorem Saxonicum, war am 15. Juni 1663 verheiratet mit Anna Regina Hermann, Tochter des Bürgermeisters von Leipzig Leonhard Hermann
4. Friedrich Wilhelm (* 4. September 1622 in Leipzig; † 25. August 1691 in Magdeburg),[1] studierte in Leipzig, Wittenberg, Kopenhagen und anderen deutschen Schulen, 1650 Sonnabendsprediger an der Thomaskirche Leipzig, 1651 Diakon an der Frauenkirche in Halle, 1662 Superintendent in Langensalza, 1664 Domprediger in Magdeburg, 1666 Koadjutor in Braunschweig, 1668 Oberdomprediger in Magdeburg. Er schrieb unter anderem: Disputatio politica De foederibus cum infidelibus, siehe Witte Diar. Friedrich Wilhelm war seit dem 10. August 1652 verheiratet mit Christina Magaretha Malfi/Malsius (* 3. Juni 1631 in Halle; † 10. November 1681 in Magdeburg), der Tochter des Magdeburger Kanzlers Simon Malsius (1585–1648) und der Anna Stiesser (1605–1668). Mit ihr hatte er neun Töchter und drei Söhne, von denen Polykarp Leyser III. der bekannteste Sohn war.
5. Christian Leyser (* 4. September 1624 in Leipzig; † 3. Oktober 1671 in Sangerhausen), Lutherischer Theologe und Philosoph; Superintendent in Sangerhausen; Dekan der Philosophischen Fakultät der Universität Wittenberg
6. Michael Leyser (auch: Lyser; * 14. April 1626 in Leipzig; † 20. Dezember 1660 in Nykøbing Falster) wurde Mediziner, Anatom und Prorektor unter Thomas Bartholin an der Universität Kopenhagen sowie später praktischer Arzt auf Lolland, Møn und Falster.
7. Sabina Elisabetha (* 6. Dezember 1629 in Leipzig; † 3. Juni 1673 in Leipzig) heiratete in Leipzig am 19. September 1648 Johann Christoph Marci, kurfürstlich sächsischer Geheimer Appelationsrat (* 6. August 1614 in Leipzig; † 6. September 1672 in Hirschfeld) und starb auf der Reise nach Bad Schwalbach, Mutter von Polycarp Marci und Anna Maria Marci, die Johann Caspar Pflaume heiratete.
8. Johann Leyser (* 30. September 1631 in Leipzig; † 1684 in Frankreich auf dem Wege zwischen Paris und Versailles) studierte in Leipzig und war 1563 Magister, danach ging er als Pastor und Inspektor nach Schulpforta, musste dort die Tätigkeit beenden, da er sich für Polygamie aussprach. Er begleitete einen dänischen Grafen auf seinen Reisen und nach dessen Tod bereiste er verschiedene Länder. War bei Christian V. von Dänemark Feldprediger und wurde wegen seiner Schriften zur Polygamie aus Dänemark verbannt. Ging über Italien nach Frankreich, wo er verstarb.
9. Caspar Leyser (* 1628 in Leipzig; † 17. Mai 1699 in Wittenberg) studierte Jura und ließ sich als Advokat in Wittenberg nieder, wurde dort 1665 Dr. der Rechte, daraufhin Hofgerichts und Consistorialadvokat, 1671 Ratsherr und 1685 regierender Bürgermeister. Caspar Leyser war verheiratet mit Anna Maria Herttenbach (* 5. Juni 1629 in Wittenberg; † 7. Juni 1691 in Wittenberg), der Tochter des Georg Hettenbach, Doktor und Advokat zu Wittenberg. Er wurde am 21. Mai 1699 in der Wittenberger Stadtkirche beigesetzt. Aus dieser Ehe ging die Tochter Sabina Dorothea Leyser (* 19. Mai 1654 in Wittenberg; beigesetzt 1. Juni 1702 in Wittenberg) hervor, die in Wittenberg am 2. September 1672 Franz Heinrich Höltich heiratete.